# Marlin (motoryzacja)
Marlin Cars Ltd. – brytyjskie przedsiębiorstwo branży motoryzacyjnej zajmujące się produkcją samochodów sportowych i wyścigowych. 
Przedsiębiorstwo założone zostało w 1979 roku, a jego siedziba mieści się w Crediton, w hrabstwie Devon.